# Candido Jacuzzi
Candido Jacuzzi (* 24. Februar 1903 in Casarsa della Delizia; † 7. Oktober 1986 in Scottsdale, Arizona) war ein italienischer Unternehmer und Erfinder.

## Leben
Jacuzzi wurde in Italien geboren. Er wanderte in die Vereinigten Staaten aus, wo er heiratete und vier Kinder hatte. Die Rheumatoide Arthritis, an der Candido Jacuzzis Sohn Kenneth litt, brachte Candido Jacuzzi dazu, sich ab den 1940er Jahren auf die Entwicklung von Pumpen auf dem Gebiet der Hydrotherapie zu widmen. Dies führte 1956 zur ersten Hydrotherapie-Pumpe für medizinische Zwecke. Er erfand den Jacuzzi-Whirlpool und gründete sein eigenes Unternehmen. 1975 erlitt er einen Infarkt, von dem er sich nur schwer erholte.